# St. Nikolaus (Herrsching)

St. Nikolaus in Herrsching

Die römisch-katholische alte Pfarrkirche St. Nikolaus steht in Herrsching am Ammersee im oberbayerischen Landkreis Starnberg. Das Bauwerk ist in der Liste der Baudenkmäler in Herrsching am Ammersee als Baudenkmal unter der Nr. D-1-88-124-4 eingetragen. Die Kirche gehört zum Dekanat Starnberg des Bistums Augsburg.

## Beschreibung
Die spätgotische Saalkirche wurde 1927 nach Plänen von Richard Steidle um das heutige Langhaus erweitert. Der eingezogene, dreiseitig geschlossene Chor im Osten und der Chorflankenturm an dessen Nordwand stammen aus spätgotischer Zeit. Das Portal befindet sich in einem Vorzeichen (Vorbau) an der Fassade im Westen. Die Kirche hat vier Glocken mit den Schlagtönen d', fis', a' und h'. Geweiht sind sie zu Ehren des hl. Nikolaus, der Gottesmutter Maria, des hl. Josef und des hl. Leonhard.

## Ausstattung
Zentrales Bild des Hochaltarretabels aus der Zeit nach 1700 ist in einer rundbogigen Nische zwischen zwei Säulenpaaren ein Relief des hl. Nikolaus. Umgeben von Putten kniet Nikolaus im Bischofsgewand und mit Bischofsstab auf einer Wolke, die von einer Putte emporgetragen wird. In der Hand hält er ein Evangelienbuch, auf dem drei Goldkugeln liegen, die Goldklumpen, die er der Legende nach einer armen Familie nachts durchs Fenster warf, damit die Töchter vor der Prostitution bewahrt blieben und heiraten konnten. Auf den Konsolen links und rechts neben dem Retabel stehen Skulpturen der Apostel Simon Petrus und Paulus von Tarsus. Im Altarauszug ist die Krönung Mariens dargestellt. Die Figuren des Hochaltars entstanden wahrscheinlich in der Werkstatt des Landsberger Bildhauers Johann Luidl.
Ein Gemälde Anbetung der Könige aus der ersten Hälfte des 18. Jahrhunderts aus dem Umkreis von Jacopo Amigoni hängt nicht mehr in der Kirche. Wie es heißt, wird es an einem sicheren Ort aufbewahrt.

## Orgel

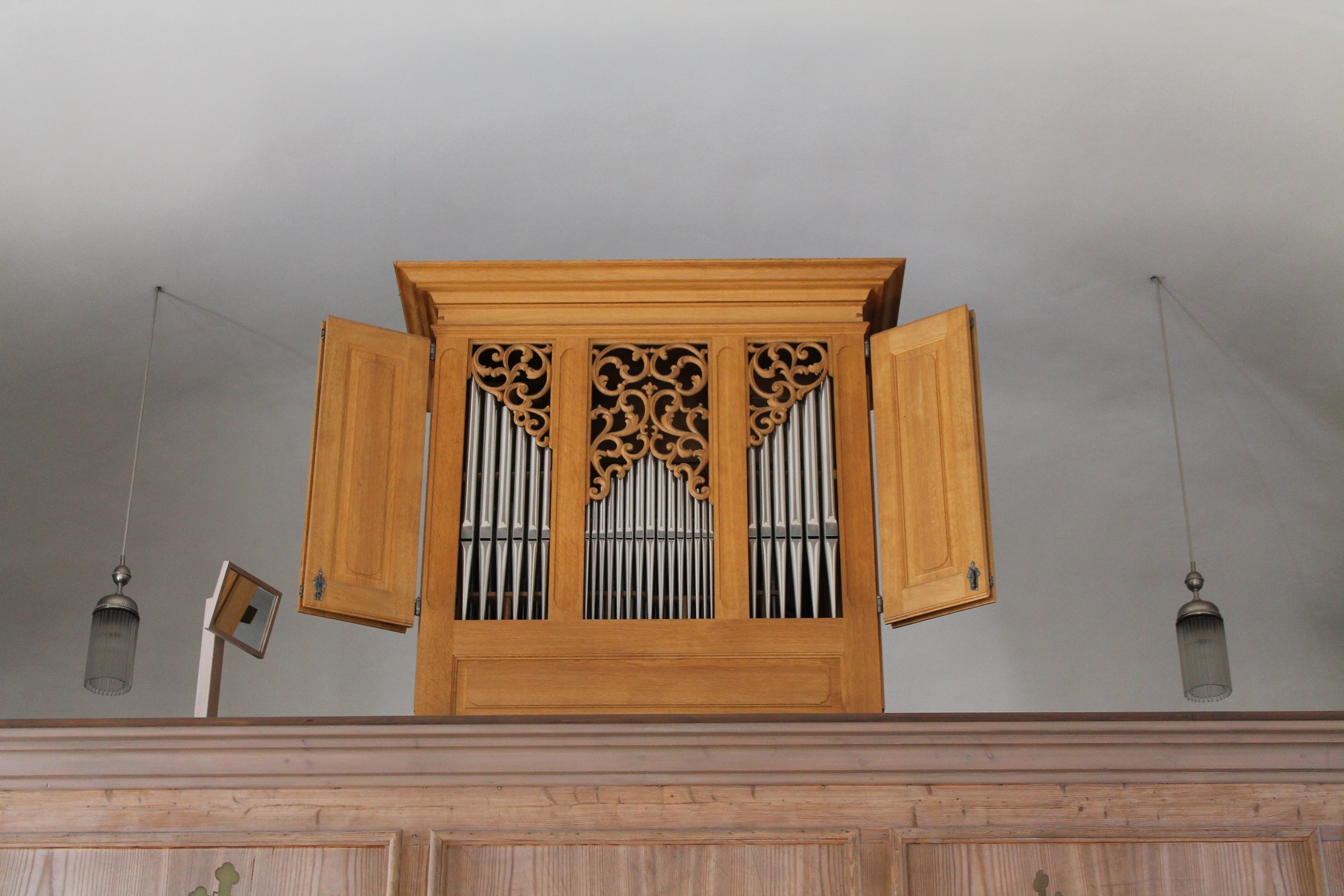
Innenraum mit Orgel

Die rein mechanische Schleifladen-Orgel mit sechs Registern mit einem Manual wurde von Riegner & Friedrich im Jahr 1993 gebaut und 1994 in der alten Pfarrkirche aufgestellt. Die Disposition lautet:
| Manual    |        |            |
| Bourdon   | 8′     |            |
| Copl      | 4′     |            |
| Quinte    | 2 ⁄3′  |            |
| Principal | 2′     |            |
| Terz      | 1 3⁄5′ | [ Anm. 1 ] |
| Mixtur II | 1′     |            |

Anmerkungen
1. ↑  ab c1